# Chimaira
Chimaira és un grup de heavy metal nascut el 1998. Està format per sis nois, originaris de Cleveland, Ohio. El nom deriva de la Quimera, un monstre amb cap de lleó, cos de cabra y cua de serp, segons la mitologia grega.
Aquesta banda és una de les més destacables de la "Nova Ona Del Heavy Metal Americà" o NWOAHM.

## Història

### Els inicis
Chimaira es va formar el 1998 pel guitarrista Jason Hager, i el vocalista Mark Hunter. Poc després, van entrar el bateria Jason Genaro i el baixista Andrew Ermlick, i d'aquesta manera van tancar l'alineació. Després d'uns pocs assajos, van decidir que volien un sò de guitarra més pesat i per recomanació del baixista Andrew, es va unir el segon guitarrista, Rob Arnold, a qui va conèixer en una banda en la que van coincidir ambdós anteriorment, Common Thread, i justament, la que era l'actual banda de Rob anomenada Sanctum s'acabava de dissoldre.
El primer demo de la banda es va editar el 1999, i durant la gravació, Rob, va recomanar a Mark i a Jason que substituïssin a Genaro per un bateria anomenat Andols Herrick, que va tocar amb Rob en Sanctum. Després d'escoltar una gravació en la que tocava Andols, la banda va acceptar la petició de Rob de substituir Genaro per aquest. L'endemà Andols va gravar les parts de bateria pel demo.
La banda va passar una bona part de 1999 fent moltes presentacions en directe per Amèrica, y durant aquell any, Andrew Ermlick va deixar la banda per concentrar-se en els seus estudis universitaris. Va ser substituït per Rob Lesniak. La banda va gravar el seu segon demo aquest mateix any, i aquest
va començar a ser àmpliament difós en diverses estacions de ràdio universitàries de la zona.

### This Present Darkness i Pass out of Existence (2000-2003)
El seu primer EP, This Present Darkness, va sortir un any després, l'11 de gener del 2000, oferint algunes cançons que formarien part de Pass Out Of Existence. Durant la gravació, Rob Lesniak va substituir al baixista Andrew Ermlick. Més tard, el productor de la banda i encarregat dels sons electrònics de la banda a l'estudi, Ben Schigel, va passar a encarregar-se de l'electrònica del grup també per als directes temporalment. aquest EP va atraure molta popularitat i l'aclamació de la crítica, i Chimaira va firmar un contracte amb Roadrunner Records. Poc després, l'any 2001, van editar el seu primer disc de llarga durada, Pass Out Of Existence. En aquests moments Jim LaMarca ja era baixista, perquè va substituir Rob Lesniak, i Chris Spicuzza va entrar com encarregat oficial de l'electrònica. Poco després del llançament de l'àlbum i la gira, Jason Hager va abandonar el grup quan es va assabentar que seria pare. Matt DeVries, d'una banda anomenada Ascensión, va ser contractat per fer-se càrrec de la guitarra rítmica.
Pel que fa a la música, el primer EP This Present Darkness i Pass Out Of Existence, tenien un so molt més electrònic i industrial que els seus discos posteriors, incloent-hi raps.

### The Impossibility of Reason (2003-2005)
La banda retorna al seu lloc a finals del 2002 per començar a escriure i gravar el seu següent àlbum, The Impossibility of Reason. El procés de gravació d'aquest disc va ser documentat en el seu primer DVD, The Dehumanizing Process. Després del llançament i de les gires que vindrien després, el bateria Andols Herrick decideix deixar la banda. Com evidencia, en el DVD documental, Herrick surt poc entusiasta per estar constantment de gira. Aquest retorn al seu lloc per obtenir un títol de músic a la universitat.
Chimaira es fa amb els serveis de Ricky Evensand a la bateria. Evensan, originari de Suècia, és probablement més conegut per haver estat part de Soilwork durant un curt temps. La permanència de Evensand a Chimaira va ser relativament curta. Degut a problemes amb el visat i a la seva naturalesa temperamental, ell va deixar la banda. Seguint un consell del guitarrista de Slayer, Kerry King, Hunter contacta amb Kevin Talley, un experimentat bateria de death metal, qui prèviament va estar en bandes com Dying Fetus i Misery Index.
Amb la presència de Talley, la banda acaba les dates restants de la seva gira i torna al seu lloc per un període de descans.
Amb aquest disc, la banda acaba completament amb els seus rapejos dels seus anteriors llançaments i redueix notablement els sons electrònics, donant pas al groove metal i al metalcore, so que mantenen en l'actualitat.

### Chimaira (2005-2007)
En el primer quadrimestre de 2005, la banda havia acabat la major part del seu pròxim llançament i sortia de gira una vegada més. L'àlbum homònim, el primer (i únic) amb la participació de Talley, va ser realitzat l'agost de 2005 mentre la banda formava part a la gira "Sounds of the Underground". Hunter i DeVries participen en altre projecte musical aquell any, el CD pel 25 aniversari del segell Roadrunner United, anomenat The All-Star Sessions. Qui també va participar en la gravació de diverses cançons va ser el bateria original Andols Herrick. aquestes sessions de gravació van tornar a Herrick l'interès per ser un membre de la banda. A començaments de 2006, Herrick i els membres de la banda van conversar i ell va tornar a unir-se a la banda. La marxa de Talley va ser en termes amistosos i ell ja estava rebent propostes d'altres bandes com The Red Chord, Misery Index o Dååth.

### Resurrection (2007-2008)
El 2006, la banda acaba el seu contracte amb Roadrunner Records i signen amb Ferret Records per a la distribució nord-americana. També arriben a un acord amb Nuclear Blast per a les gestions internacionals.
El 6 de març de 2007 surt a la venda el seu quart LP, titulat Resurrection. Aquest àlbum manté el to fosc i pessimista de les lletres de Mark Hunter. Musicalment és un pas endavant en la qualitat de la banda gràcies a cançons com "Six", que demostren que el virtuosisme i els elements progressius no estan dispars amb la ferocitat del Metall. L'edició de luxe incloure un DVD amb el making off de l'àlbum, el vídeo de Resurrection i galeries de fotos.

### The Infection (2009-present)
Després de l'èxit del seu anterior àlbum, el grup comença a treballar en un nou projecte. És produït per Ben Schigel, qui ja havia treballat enThe Impossibility of ReasoniChimaira.
Després d'alguns mesos de promoció del nou àlbum mitjançant vídeos penjats a la pàgina web oficial de la banda, el primer single surt a la venda el 3 de març de 2009, titulat "Secrets of the Dead".
L'àlbum, anomenatThe Infection, sortiria finalment al mercat en la data prevista, el 21 d'abril, aconseguint el número 30 en la llista Billboard 200.
Durant una sèrie de dates de la gira europea deThe Infecction, Emil Werstler de la banda "Daath" va entrar per cobrir el lloc de Matt DeVries, pel fet que aquest últim acabava de tenir un fill. Chimaira realitzarà una gira per Austràlia a nivell nacional en 2010. Faran shows a través de Sydney, Adelaide, Melbourne, Perth i Brisbane, amb el suport de Double Dragon.
Chimaira estarà tocant amb Trivium i Whitechapel en un tour de 16 dates pel Regne Unit a partir del 5 de març de 2010.

## Membres
- Mark Hunter (Vocalista)
- Matt DeVries (Guitarra)
- Rob Arnold (Guitarra)
- Jim LaMarca (Baix)
- Chris Spicuzza (Teclat - segona veu)
- Andols Herrick (Bateria) (1998-2003, 2006-)

## Membres anteriors
- Ricky Evensand (bateria)
- Kevin Talley (bateria)
- Jason Hager (guitarra)
- Rob Lesniack (baix)
- Andrew Ermlick (baix)
- Jason Genaro (bateria)

## Discografia
- This Present Darkness (2000) - EP
- Pass Out Of Existence (2001) - Disc d'estudi
- Impossibility of Reason (2003) Disc d'estudi
- Impossibility of Reason - 2-disc collectors edition (2004)
- The Dehumanizing Process (DVD) (2004) - DVD
- Chimaira (2005) - Disc d'estudi
- Chimaira - UK Limited edition (2006)
- Resurrection (2007) - Disc d'estudi
- The Infection (2009) - Disc d'estudi
- The Age of Hell (2011)
- Crown of Phantoms (2013)